# Evangelisch-reformierte Landeskirche beider Appenzell
Die Evangelisch-reformierte Landeskirche beider Appenzell ist die reformierte Landeskirche in den Kantonen Appenzell Ausserrhoden und Appenzell Innerrhoden. Sie ist Mitglied der Evangelisch-reformierten Kirche Schweiz. Die Aufgabe der Landeskirche ist die Förderung der Einheit der Kirchgemeinden der beiden Appenzell und die ökumenische Zusammenarbeit.

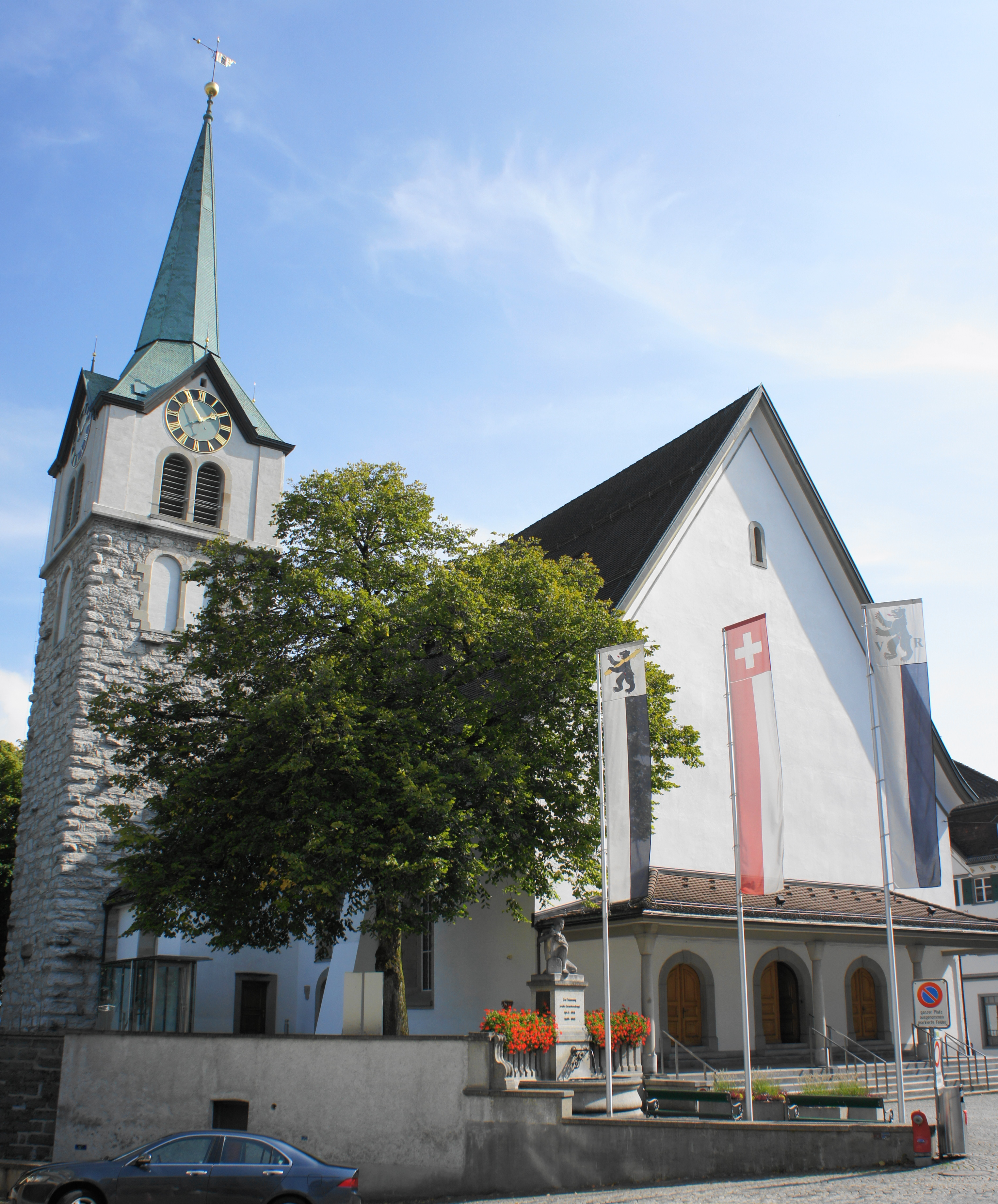
Reformierte Kirche in Herisau

## Struktur

### Kirchgemeinden
Die Appenzeller Kirche besteht aus zwanzig Kirchgemeinden. Diese sind selbständige Körperschaften des öffentlichen Rechts. Das oberste Organ der Kirchgemeinden sind die Stimmberechtigten, die als Exekutivorgan die Kirchenvorsteherschaft wählen.

### Landeskirche
Die Synode (Kirchenparlament) ist das legislative Organ der Landeskirche. Deren Mitglieder werden von den Kirchgemeinden gewählt. Die Synode wählt wiederum den Kirchenrat, der die Geschäfte der Landeskirche führt und für den Vollzug der Beschlüsse verantwortlich ist. Der Appenzeller Kirchenrat hat fünf Mitglieder und wird von Koni Bruderer aus Heiden präsidiert.

## Medien
Publikationsorgan der Landeskirche und der Kirchgemeinden ist der monatlich in die reformierten Haushaltungen versandte Magnet.